# آشور نادين أخي
آشور نادين أخي الثاني هو ملك آشور من القرن 15 ق م، حسب قائمة ملوك آشور ذكرت أنه حكم لمدة 10 سنوات، وحكم من سنة 1393 إلى سنة 1383 ق م، معنى إسمه آشور منحني أخ ذكر في رسائل تل العمارنة، حيث كانت تربطه علاقات مع فراعنة مصر القديمة.